# Ye Fashan
Ye Fashan (葉法善; 631 - 12 de julio de 720), también conocido como el Hombre Perfecto Ye, fue un maestro taoísta chino de la dinastía Tang. Las crónicas le atribuyen el poder de realizar milagros como resultado de su conocimiento cósmico, y de él se dice que no murió, sino que al final de su vida ascendió a los cielos, al igual que el legendario Emperador Amarillo.

## Biografía
En 711, el Emperador Xuanzong le envió para consagrar el altar que había reconstruido la maestra Huang Lingwei en la moderna provincia de Jiangxi. Allí edificó el templo Donling y ordenó a siete sacerdotisas para que atendieran las ceremonias. Según la leyenda, la pureza del emplazamiento era tal que todo visitante que no se había purificado debidamente antes de entrar escuchaba ruidos inquietantes, como de instrumentos musicales y animales rugiendo.
Según los textos taoístas, a los 89 años Ye Fashan alcanzó la inmortalidad y abandonó el mundo, convirtiéndose en una espada y después en una columna de humo que se perdió en el cielo a plena luz del día.